# 瑤山稀子蕨
瑤山稀子蕨（学名：Monachosorum elegans）为稀子蕨科稀子旅蕨属下的一个种。